# Газиева, Севиль Гамзат кызы
Севиль Гамзат кызы Газиева (азерб. Sevil Həmzət qızı Qazıyeva; 1 июня 1940, Ашагы-Тала, Закатальский район — 23 сентября 1963, Ждановск) — первая женщина-механизатор на хлопкоуборочной технике.
Передовик, комсомолка, бригадир тракторно-полеводческой бригады, заслуженный механизатор и хлопкороб Азербайджанской ССР, депутат Верховного Совета Азербайджанской ССР. За высокие результаты в уборке урожая во всесоюзном масштабе, была награждена орденом Трудового Красного знамени. Трагически погибла в 1963 году во время уборки урожая. В 1966 году ей посмертно присвоено звание Героя Социалистического Труда.

## Биография
Газиева Севиль Гамзат кызы родилась 1 июня 1940 года в деревне Ашагы (Нижняя) Тала Закатальского района Азербайджанской ССР. Окончив начальную среднюю школу в родном селе, Севиль отправляется в Баку, чтобы поступить в медицинский институт и осуществить свою мечту — стать доктором.
Однако её мечте не суждено было сбыться. Провалив экзамены, она решает не возвращаться в деревню и поступает в специализированную бакинскую школу № 5, в класс полиграфии. Но и в этой сфере она не работает. Одна, случайно прочитанная газетная статья, меняет всю дальнейшую, недолгую, и полную триумфа и трагедии жизнь молодой девушки. А статья была посвящена знаменитой узбекской хлопкоробке, герою социалистического труда — Турсуной Ахуновой.
Севиль, вместе со своими школьными подругами — Мемлекет Тагиевой из Шамкира, Солмаз Гамбаровой из Астары и Диляфруз Оджагкулиевой из Ханлара решают присоединиться к молодёжному движению «Девушки — за руль!» и 20 января 1960 года в газете «Молодежь Азербайджана» выходит их обращение к своей узбекской коллеге-хлопкоробу, под названием «Турсуной — мы с тобой!».
Получив соответствующую специализацию в школе по механизации сельского хозяйства, девушки отправляются в Ждановск (ныне Бейлаган), где приступают к непосредственной работе в совхозе № 5.

### Трагическая смерть
Существуют несколько версий трагической гибели Севиль Газиевой, но при этом все они сходятся в одном — девушка погибла во время работы на поле.
По одной из версий, смерть Газиевой не была роковым стечением обстоятельств, а была подстроена её недоброжелателями.
По второй версии — Севиль Газиева трагически погибла во время пожара на поле, пытаясь спасти свой трактор от пожара.
Так как первые две версии не подтверждаются показаниями свидетелей, наиболее достоверной и правдивой считается третья версия, по которой Севиль Газиева действительно погибла в результате рокового стечения обстоятельств. В ночь с 22 на 23 сентября 1963 года, во время работы на поле, прядь её длинных волос попала в шпиндельный барабан комбайна и мгновенно сорвала часть её головы с кожей лица. К моменту прибытия врача она уже была при смерти. Очевидцем случившегося была подруга Газиевой — Ганимат, находившаяся в момент происшествия рядом с ней, а также друг покойной Чингиз Фараджев. Судебно-медицинский эксперт Сабир Алиев, проводивший экспертизу, также не обнаружил признаков насильственной смерти на теле погибшей.

## Кумир советской молодёжи
В шестидесятых годах XX века Севиль Газиева в течение трёх лет сделала такую головокружительную карьеру, о которой советская молодёжь могла бы только мечтать. В один миг она превратилась в кумира миллионов советской молодёжи. По её призыву, в одном только Азербайджане около 600 молодых девушек выбрали профессию механизатора. Первый секретарь ЦК Компартии СССР Никита Сергеевич Хрущёв, выступая перед комсомольцами Таджикистана в Душанбе, 16 октября 1962 года на тему «Строительство коммунизма в СССР и развитие сельского хозяйства», приводя в пример комсомольцам Севиль Газиеву, говорил:
«Приобретение профессии хлопковода-механизатора — это вопрос учёбы и хорошей практики. Можно обучить этой профессии людей, которые никогда и не видели хлопка, если послать их в училища и хорошо организовать их обучение и производственную стажировку. Конкретным примером этому является Севиль Газиева из Азербайджана — городская девушка, которая, окончив училище механизации, стала замечательным хлопководом-механизатором. Я приводил уже этот пример в своем выступлении на совещании в Ташкенте в ноябре прошлого года.»

## Увековеченная память
После трагической смерти Севиль Газиевой, ЦК ЛКСМ Азербайджана были учреждены соревнования на приз имени Севиль Газиевой.
Имя славной героини азербайджанского народа Севиль Газиевой было включено в сборник «Правофланговые Комсомола» (Москва, издательство «Молодая гвардия», 1982 год), посявященного героям-комсомольцам, являвшимся примером для миллионов членов ВЛКСМ.
В Баку, в сквере на улице Бакиханова, в парке, носящем имя «Сад Севиль» (азерб. Sevil Bağı), а также в родном городе Севиль Газиевой Закатале, установлены памятники героине Азербайджана. Одна из улиц второго по величине города Азербайджана — Гянджи, также носит имя знаменитой хлопкоробки. В Бейлагане функционирует дом-музей а также установлен бюст Газиевой.
- Монументальный обелиск Севиль Газиевой в парке, носящем её имя в Баку
- Парк имени Севиль Газиевой в Баку

### Документальный фильм
В 1970 году, в Баку, на киностудии «Азербайджанфильм», был снят короткометражный биографический документальный фильм (az:Sevil Qazıyeva (1970)) о жизни Севиль Газиевой. Автором сценария фильма был Владимир Синицин, режиссёром — Зейнаб Кязимова, оператором — Эльхан Алиев.

### Поэма «Севиль»
Азербайджанской поэт Наби Хазри посвятил знаменитой хлопкоробке свою поэму «Севиль», после выхода в свет которой Севиль Газиеву начали называть «Сестра Солнца».

## Севиль в эстраде
На концерте, посвященном 50-летию газеты "Правда" в 1962 году артист эстрады Павел Рудаков во время своего выступления (Интермедия "По правде говоря" в исполнении артистов эстрады Павла Рудакова и Бориса Баринова) прочитал заметку в газете "Правда" о Севиль Газиевой.